# Pilea
Pilea peperomioides (også kaldet parasolpilea, pengeplante, missionærplante) er en flerårig stedsegrøn blomsterplante i nældefamilien (Urticaceae), hjemmehørende i Yunnan-provinserne og Sichuan-provinserne i det sydlige Kina.

## Historie
Den skotske botaniker George Forrest var den første vesterlænding til at indsamle Pilea peperomioides i 1906 og igen i 1910 i Cang-bjergkæden i Yunnan-provinsen.
Pilea peperomioides blev genfundet af en norsk missionær Agnar Espegren i 1945 i Yunnan, da han var på flugt fra Hunan provinsen. Den voksede på et meget begrænset område i af Cangbjergene på skyggefulde, humusklædte kampesten i 2.800 meters højde nær den gamle by Dali. Da der kan forekomme sne i de egne, tåler den formentlig temperaturer ned til frysepunktet.
Espegren tog via Indien nogle stiklinger med til Norge i 1946, og derfra har den spredt sig rundt i Skandinavien, ved at man giver aflæggere videre til venner og bekendte. Da planten er formeret ved stiklinger igennem 60 år, er de planter vi ser i dag genetisk set identiske med den, som Espegren plukkede i 1946, så disse planter er mere end 60 år gamle.

## Beskrivelse
Parasolpilea er en meget livskraftig stueplante, og er meget karakteristisk ved at have runde, friskmørkegrønne saftspændte plade på op til 10 cm i diameter, som sidder på en lang stilk placeret i midten af bladet.
Den trives bedst i nordvendte, kølige vinduer med masser af lys. Står den sydvendt i sol, bliver dens blade lysegulgrønne og kedelige.